# 索斯诺维博尔 (普斯科夫州)
索斯诺维博尔（羅馬化：Sosnovyy Bor）是俄罗斯普斯科夫州的市级镇、谢别日区第三大聚居地，也是该区除伊德里察外的另外一座市级镇。地处普斯科夫州西南边境，位于区行政中心谢别日西南、州府普斯科夫南方，靠近俄罗斯与拉脱维亚的国界。
建于1959年，时为军事城镇，称谢别日-5（Себеж-5）。1998年改为现名。该地2022年人口有2,574人；2010年人口2,877人；2002年人口1,861人。